# Lidgerwood
Lidgerwood è un centro abitato (city) degli Stati Uniti d'America, situato nella Contea di Richland, nello Stato del Dakota del Nord. Nel censimento del 2000 la popolazione era di 738 abitanti. La città è stata fondata nel 1886. Appartiene all'area micropolitana di Wahpeton.

## Geografia fisica
Secondo i rilevamenti dell'United States Census Bureau, la località di Lidgerwood si estende su una superficie di 1,70 km², tutti occupati da terre.

## Popolazione
Secondo il censimento del 2000, a Lidgerwood vivevano 738 persone, ed erano presenti 207 gruppi familiari. La densità di popolazione era di 433 ab./km². Nel territorio comunale si trovavano 404 unità edificate. Per quanto riguarda la composizione etnica degli abitanti, il 97,29% era bianco, l'1,76% era nativo, lo 0,14% proveniva dall'Asia e lo 0,81% apparteneva a due o più razze. La popolazione di ogni razza ispanica corrispondeva allo 0,81% degli abitanti.
Per quanto riguarda la suddivisione della popolazione in fasce d'età, il 20,7% era al di sotto dei 18, il 5,7% fra i 18 e i 24, il 23,3% fra i 25 e i 44, il 20,1% fra i 45 e i 64, mentre infine il 30,2% era al di sopra dei 65 anni di età. L'età media della popolazione era di 45 anni. Per ogni 100 donne residenti vivevano 97,9 maschi.